# 毛芋头薯蓣
毛芋头薯蓣（学名：Dioscorea kamoonensis）为薯蓣科薯蓣属的植物。分布在中国大陆的江西、广西、广东、西藏、贵州、云南、湖南、浙江、福建、四川、湖北等地，生长于海拔500米至2,900米的地区，多生长于山沟、林边、山谷路旁以及次生灌丛中，目前尚未由人工引种栽培。

## 别名
毛芋头（重庆南川金佛山）